# Lazkao
Lazkao è un comune spagnolo di 4 920 abitanti situato nella comunità autonoma dei Paesi Baschi.